# 소나

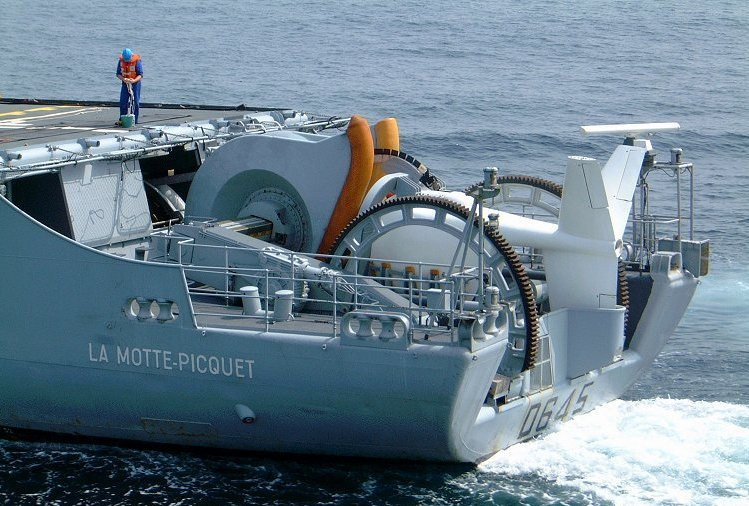

소나(Sonar, SOund Navigation And Ranging)는 음파에 의해 수중목표의 방위 및 거리를 알아내는 장비를 의미하며 음파탐지기, 음향탐지기 혹은 음탐기로도 불린다. 공기 중에서는 음파보다 전자기파가 보다 빠르고 멀리 전달되기 때문에 레이다(RADAR)를 이용하여 공중, 지상 및 해상의 목표물을 탐지할 수 있다. 레이다에 대응하는 수중용 장비인 소나의 음파는 초속 약 1천 5백m 속도의 압력파이며 수중에서 빠르게 전달되는 성질을 갖고 있다. 그러므로 현재까지 수중에 존재하는 여러 가지 목표를 능동 및 수동 방식으로 탐지하는 유일한 수단으로 활용되며 목적 및 용도에 따라 여러 가지 형태의 소나들이 개발되어 운용 중이다.

## 역사
돌고래, 박쥐와 같은 동물들이 통신이나 물체 탐지를 위해 음파(초음파)를 사용한 지는 수 천만 년 전부터이다. 처음으로 인간에 의해 수중에서 음파가 사용된 것은 1490년으로, 레오나르도 다 빈치에 의해 처음으로 기록되었다(튜브 막대를 물속에 넣은 후 귀에 대고 멀리 있는 배에서 나는 소리를 들음). 19세기에는 등대의 위험 경고 보조 수단으로 수중에서의 종소리가 이용되었다.
1827년 스위스의 물리학자 다니엘 콜라돈(Daniel Colladon)과 프랑스의 수학자 찰스 스트름(Charles Sturm)에 의해 전등 불빛과 수중의 종소리와의 시간차로 수중음파의 속도를 측정한 것을 시초로, 1880년 자크(Jacques)와 피에르 퀴리(Pierre Curie)가 압전효과를 발견하고 제임스 줄(James Joule)이 자왜현상(Magnetostrictive Phenomena)과 유사한 변환현상을 발견했다. 이들을 이용하는 것이 현재 소나의 기본 원리이다.
소나의 종류로는 탐지 목표물이 방사하는 소음을 일방적으로 듣고 방위를 알아내는 방법인 수동 소나와, 음파를 방사하고 수중의 물체에 부딪혀 돌아오는 반향음(echo)을 잡아 방위와 거리를 알아내는 방법인 능동 소나의 두 가지가 있다. 이 두가지 방법의 주요요소는 음파, 센서 및 변환된 신호를 운용자가 알 수 있는 방법으로 표출해 내는 신호처리기, 즉 전자 장비이나, 진공관이 발명되기 전까지는 소나로서 이렇다할 발전이 없었다. 그러나 1912년, 타이타닉호가 야간 항해중 빙산에 충돌하여 침몰한 사건으로 능동 소나의 필요성이 고조되었으며 제1차 세계대전 발발 후 독일의 U-보트에 의한 피해가 급격히 증가함에 따라 이에 대처하기 위한 소나의 연구가 활발해졌다.
제1차 세계대전 후, 소나는 전쟁에서 얻어진 경험을 바탕으로 여러 가지 문제점을 해결하기 위한 노력이 집중되어 상당한 기술 진전이 있었다. 두드러진 성과로는 음파전달 매질에 관한 특성의 이해, 센서의 발달 및 전자공학의 발달에 힘입어 탐지 자료를 전시할 수 있는 혁신적인 지시방식의 출현이다. 그럼에도 불구하고 당시 소나의 성능은 매우 미흡했다.
더 큰 문제는 성능이 지역에 따라, 시간에 따라 매우 불규칙하게 변하는데 그 원인이 규명되지 못한 데 있었다. 1938년 미국의 스필한스(Spilhans)가 고안해 낸 수직수온측정기를 이용하여 깊이에 따른 온도 측정과 더불어 깊이에 따른 온도 기울기가 음의 전달특성을 좌우하게 되어 탐지 불능대가 생긴다는 것을 알아낸 것이 이 문제를 해결하는 결정적인 계기가 되었다.
수중의 음파전달 특성이 매우 난해하고 전달과정의 환경에 크게 지배를 받는다는 것을 알게 되어 미국의 경우 여러 분야의 과학자들로 대단위 연구팀을 구성하고 이론정립은 물론 이에 대한 이용법 등을 연구하게 되었다. 제2차 세계대전 기간 중에 잠수함의 위협이 크게 증대되어 이에 따른 소나의 의존도가 크게 높아졌으며 아울러 기술도 한단계 높아졌다.
이를테면 레이다와 같이 지향성 빔을 만들어 360도 소인하면서 탐지하는 소나가 개발되었는가 하면, 소나의 이론 및 실제상 중요한 센서 감도의 정의 및 교정법 개발, 표적반사 강도, 수중잔향소음과 같은 음향적인자 등이 규명되었으며 요즈음 스텔스(Stealth)화로 일컬어지는 음파반사 억제 재질의 개발 등이 이에 해당된다. 이때야 비로소 소나의 형식을 갖추게 되었으며 소나란 용어가 탄생되었다.
제2차 세계대전이 끝난 후에 PZT 계열의 압전소자 적용으로 감도가 향상된 센서가 적용되고 전자공학의 발달에 힘입어 다양하고 복잡한 배열센서의 신호를 실시간으로 처리할 수 있는 현대 소나의 면모를 갖추어 발전을 거듭하고 있다.
1970년대까지가 아날로그 회로에 기반을 둔 것이라면 1980년대 이후는 특히 디지털 기술의 급속한 발전과 더불어 시·공간적 신호처리를 가능하게 함으로써 다양한 용도의 소나가 출현하였음은 물론 보다 많은 정보를 수집·분석하고 이에 대응하는 사격통제가 이루어질 수 있도록 장비 구성이 복잡화됨과 동시에 통합체계화 되고 있다.

## 성능 계수
소나에서의 탐지와 판별, 그리고 지역화 성능은 환경 및 수신 장비에 주로 의존한다.

## 능동 소나

능동 소나의 원리

능동 소나는 소리 송신기와 수신기를 함께 가지고 있다. 송신부와 수신부가 통합되어 있는 체계를 일원 체계라 하고, 분리되어 있으면 이원 체계라 한다. 더 많은 송신기나 수신기가 달려 있는 체계를 다원 체계라 한다. 보통 소나는 일원 체계를 사용한다.

## 소나의 종류
- 수동소나 (Passive Sonar): 수동 소나는 잠수함이 항해할 때 엔진이나 프로펠러에서 내는 소음을 먼 거리에서 수신하여 표적의 종류를 식별할 수 있는 잠수함의 핵심적인 탐지 장비이다. 잠수함이 핵심 해역이나 길목에 저속으로 조용히 항해하면서 마치 청진기로 뱃 속의 소리를 듣듯이 수중에서 들려 오는 모든 소리를 듣기만 하는 소나이다. 이 수동 소나로 군함인지 상선인지 어선인지, 추진축이 몇 개인지 스크류 날개가 몇 개인지, 침로와 속력까지도 분석해 낸다.
- 능동소나 (Active Sonar): 능동소나는 수상함정에서 발사시킨 음파가 표적에서 반사되어 되돌아 오신 신호로서 적 잠수함이나 기뢰 등을 탐지하여 표적의 방향과 거리를 알 수 있다. 마치 산 꼭대기에서 "야호"하고 외치면 메아리가 되어 돌아오는 것처럼 잠수함에서 음파를 송신하여 표적에 부딪친 후 되돌아오는 원리를 이용한 것이다. 그러나 잠수함이 음파를 송신하면 위치가 바로 노출되므로 안전해역에서 수중 장애물 확인이나 어뢰공격을 하기 직전 정확한 거리를 알기 위해 순간적으로 송신하는 것 외에는 거의 사용하지 않는다.
- 선측배열소나 (Flank Array Sonar): 잠수함의 좌우현에 2개의 긴 수동 어레이를 장착하여 저주파대의 음향을 탐지하는 소나 체계이다.
- 방수소나 (Intercept Sonar): 대잠함이 잠수함을 탐색하기 위하여 발신하는 소나의 음파를 차단하여 분석함으로써 소나의 유형을 확인하고 해당소나를 탑재한 함정을 알아낼 수 있다.
- 측거소나 (Passive Ranging Sonar): 잠수함의 현측에 3개의 수동 어레이가 배열되어 표적으로부터 수신되는 음향의 시간차에 의해서 표적 거리를 측정할 수 있는 소나이다.
- 예인소나 (Towed Array Sonar): 잠수함의 자체 소음으로부터 방해를 받지 않도록 Passive Array를 예인하는 저주파대의 소나이다. 잠수함은 자체가 조용하게 건조되었으므로 추진 소음이 작아 탐지가 어렵다. 그러나 각종 펌프나 기계에서 나는 저주파 소음은 원거리까지 전달이 되므로 측면 배열 소나(FAS)나 예인소나(TAS)는 조용한 잠수함을 탐지하는 데 가장 유용한 소나 체계이다. 예인소나는 케이블을 포함하여 최소 수백 미터가 넘기 때문에 소형 잠수함에서는 부착식(Clip on System)으로 출항시 보조정이 잠수함에 걸어 주지만 대형 잠수함에서는 함내로 감아들이는 방식(Winding System)을 사용하고 있다.

## 일반 자료
- Hackmann, Willem. Seek & Strike: Sonar, anti-submarine warfare and the Royal Navy 1914-54. London: Her Majesty's Stationery Office, 1984. ISBN 0-11-290423-8
- Hackmann, Willem D. "Sonar Research and Naval Warfare 1914–1954: A Case Study of a Twentieth-Century Science". Historical Studies in the Physical and Biological Sciences 16#1 (1986) 83–110.
- Urick, R. J. Principles of Underwater Sound, 3rd edition. (Peninsula Publishing, Los Altos, 1983).

Fisheries Acoustics References
- Fisheries Acoustics Research (FAR) at the University of Washington http://www.acoustics.washington.edu/
- NOAA Protocols for Fisheries Acoustics Surveys https://web.archive.org/web/20060718014532/http://www.st.nmfs.gov/st4/protocol/Acoustic_protocols.pdf
- Acoustics Unpacked—A "how to" great reference for freshwater hydroacoustics for resource assessment
- "ACOUSTICS IN FISHERIES AND AQUATIC ECOLOGY" https://web.archive.org/web/20060514165318/http://www.ifremer.fr/sympafae/
- "Hydroacoustic Protocol - Lakes, Reservoirs and Lowland Rivers" (for fish assessment) https://web.archive.org/web/20060721124918/http://www.pnamp.org/web/workgroups/FPM/meetings/2005_1205/2005_1202Hydroacoustics-Lakes.doc
- Simmonds, E. John, and D. N. MacLennan. Fisheries Acoustics: Theory and Practice, second edition. Fish and aquatic resources series, 10. Oxford: Blackwell Science, 2003. ISBN 978-0-632-05994-2.

## 읽을거리
- Canada: Stable Sonics 보관됨 2012-12-16 - archive.today, 타임, October 28, 1946. An interesting account of the 4,800 ASDIC sonar devices secretly manufactured at Casa Loma, Toronto, during World War II. Retrieved 25 Sept. 2009.
- "Radar of the Deep - SONAR", November 1945, Popular Science one of the best general public articles on the subject